# Cédric Makiadi
Mapuata Cédric Makiadi (Kinshasa, 23 februari 1984) is een Congolees voormalig voetballer die doorgaans als middenvelder speelde. Tussen 2004 en 2016 speelde hij voor VfL Wolfsburg, MSV Duisburg, SC Freiburg, Werder Bremen en Çaykur Rizespor.

## Clubcarrière
Makiadi werd geboren als zoon van een oud-voetballer in Zaïre, maar op achtjarige leeftijd verhuisde zijn gezin naar Duitsland. Aldaar begon hij met spelen in de jeugdopleiding van VfL Wolfsburg. Voor die club speelde hij ook zijn eerste wedstrijden. In 2008 werd hij voor een seizoen verhuurd aan MSV Duisburg. Daar speelde de middenvelder dermate goed dat hij een transfer naar SC Freiburg af wist te dingen. In de zomer van 2013 maakte Werder Bremen bekend Makiadi binnengehaald te hebben. Twee jaar na zijn komst verliet hij Bremen, voor Çaykur Rizespor. Bij Rizespor speelde hij een jaar, voor hij met voetbalpensioen ging.